# Félix Joaquín Rodríguez
Félix Joaquín Rodríguez (Chima, 1897-Girardot, 1931) fue un director de cine, pintor al óleo, fotógrafo artístico, escritor y abogado colombiano. Dirigió la película Alma provinciana, una de las cintas mudas colombianas más destacadas.
Estudió primeras letras en el colegio que fundara su padre en la localidad, en la escuela pública y de allí pasó al Seminario Conciliar de San Carlos Borromeo de El Socorro, donde cursó parte del bachillerato.
En 1915, en compañía con su hermano Rodrigo, emprendieron viaje a la aventura por el camino de Barrancabermeja, remontando el Magdalena y trasbordados a un carguero en Barranquilla fueron a dar a Panamá, donde padecieron un grave paludismo que casi los lleva a la muerte.
Félix J. embarcó para los Estados Unidos y residió en Nueva York durante largo tiempo. Declarada la guerra a Alemania por el poderoso país del norte, fue apresado como posible espía germano por carencia de documentos de identificación. Aclarado el "impasse" se trasladó a San Francisco de California en donde trabajó en una fábrica de enlatados alimenticios, actuó de extra en algunos filmes sobre temas del Oeste de aquella gran Nación. Allí en estados Unidos aprendió la técnica fotográfica y filmación de películas.
Regresado a Colombia en 1919 con un proyector de cine como único bagaje, en Bogotá se asoció con Arturo Toledo y recorrieron los pueblos de la Sabana, Boyacá y Santander exhibiendo películas. En El Socorro tomaron en arrendamiento el Teatro Manuela Beltrán, recientemente inaugurado, y fueron los primeros en presentar cine mudo con máquina propia en aquella ciudad.
Anheloso de coronar una carrera profesional, con la ayuda de los familiares se trasladó a Bogotá, terminó el bachillerato en el Colegio Simón Araújo y luego ingresó a la Universidad Libre a estudiar el programa de Derecho y Ciencias Políticas. Culminó estudios a finales de 1926 y obtuvo el diploma de grado en 1930.
En Bogotá contrajo matrimonio con la distinguida dama santandereana Clementina Pedraza, de cuya unión nació su hija Ligia, luego señora de Fajardo.
Presentado a un concurso nacional para la filmación de cortos comerciales, a pesar de haber entrado en desigual competencia con poderosas casas extranjeras, venció en franca lid y con la ganancia adquirió una filmadora de cine.
Nombrado Juez nacional de Girardot, un aciago día en aquella ciudad, el 2 de abril de 1931, de un certero pistoletazo puso voluntariamente fin a su existencia, cuando un brillante porvenir cultural, social, político y económico lo aguardaba inquieto en su nativo Santander. (Tomado de: Chima, Vida y Hazañas de un Pueblo, 1971, autor: Ramiro Gómez Rodríguez)

## Producción literaria

### Obras de teatro
- Corazón de tierra
- Amor de patria
- Con el nombre de Isabel en los labios
- Jugarse la vida

### Cuentos
- Chingalo

## Producción cinematográfica
Félix Joaquín Rodríguez fue el director y productor de Alma provinciana, una película silente de 1925. La cinta fue restaurada hace poco por la fundación Patrimonio Fílmico y es la película en mejor estado del periodo del cine mudo colombiano.